# Gaertnera rosea
Gaertnera rosea är en måreväxtart som beskrevs av George Henry Kendrick Thwaites och George Bentham. Gaertnera rosea ingår i släktet Gaertnera och familjen måreväxter. IUCN kategoriserar arten globalt som sårbar. Inga underarter finns listade i Catalogue of Life.